# George Martin

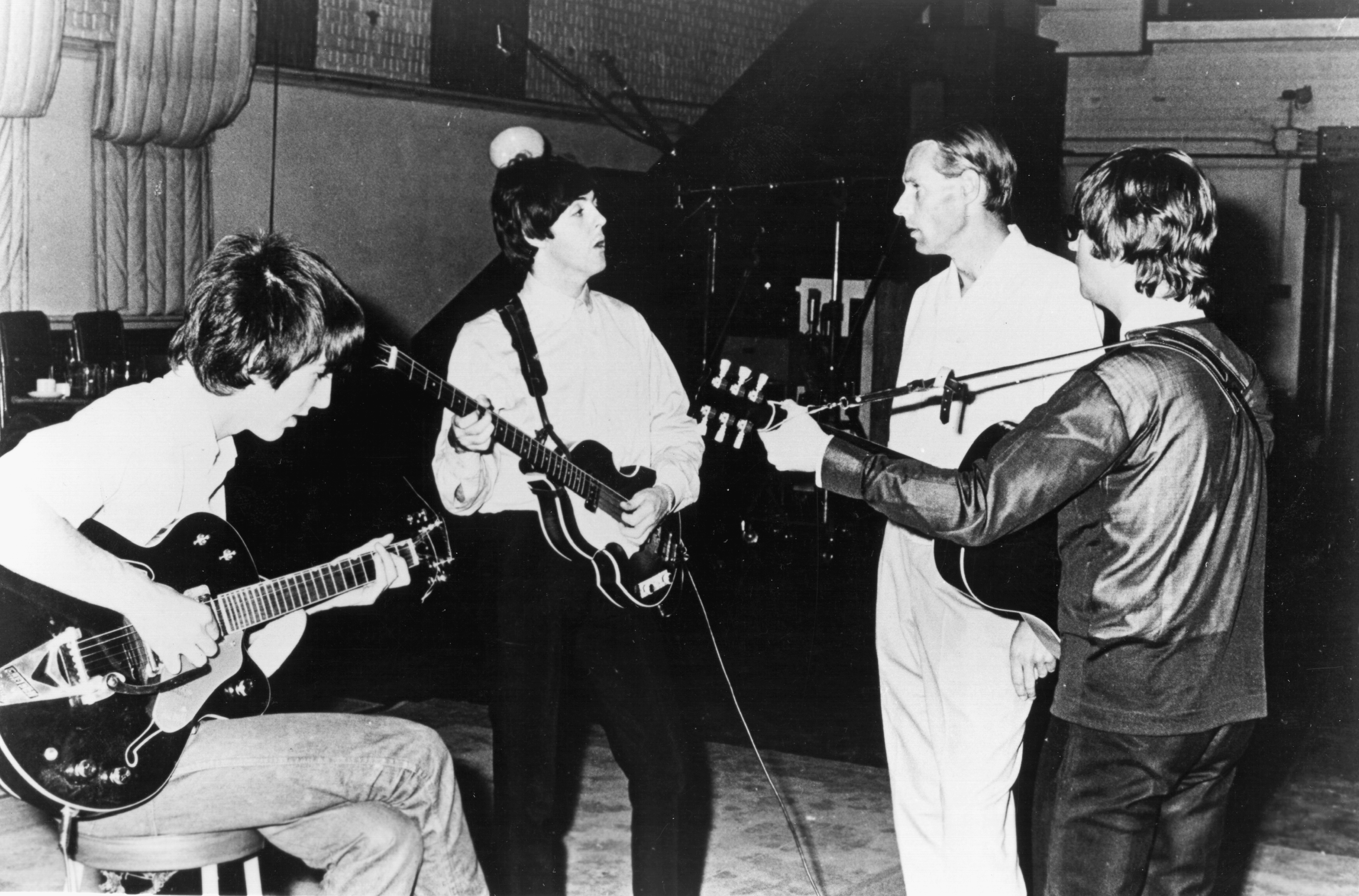
Från vänster George Harrison, Paul McCartney, George Martin och John Lennon i inspelningsstudion.

George Martin, född 3 januari 1926 i Highbury i Islington i London, död 8 mars 2016 i Coleshill, Oxfordshire (nära Swindon), var en brittisk skivproducent. Han arbetade på skivbolaget Parlophone och producerade samtliga Beatles-skivor – även den ursprungliga versionen av Let It Be, som sedan mixades om av Phil Spector.

## Biografi
Martin var klassiskt skolad musiker vid The Guildhall School of Music and Drama. Före tiden med Beatles jobbade han som producent av humorskivor, bland annat med Peter Sellers. George Martin bidrog starkt till Beatles sound genom att förverkliga beatlarnas alla krav på i popsammanhang ovanliga arrangemang, och genom sina egna innovativa idéer. Han mixade med hjälp av sin son Giles Martin även ihop den nya beatlesskivan Love där han än en gång visar prov på experimentell talang.
Han har berättat att hans största professionella misstag troligen var när han nekade Tommy Steele skivkontrakt.
1973 skrev han musiken till James Bond-filmen Leva och låta dö och fick ex-Beatlen Paul McCartney att skriva titelmelodin.
In My Life är ett musikalbum sammanställt och producerat av George Martin från 1998 med cover på Beatles sånger han ursprungligen hade producerat.
George Martin invaldes i Rock and Roll Hall of Fame år 1999.
I maj 2010 utsågs han till hedersdoktor vid Lunds universitet.